# Râul Gunoaia
Râul Gunoaia este un curs de apă, afluent al râului Zeletin. 